# 彻丽尔·坎贝尔
彻丽尔·坎贝尔（英語：Cheryl Campbell，1949年5月22日—），英国舞台剧、电影、电视女演员。曾与鲍勃·霍斯金斯联合主演1978年英国广播公司电视剧《天降财神》，凭借《青春誓言》和《殺意》获1980年英國學術電視獎最佳女主角奖，凭借《玩偶之家》获1982年劳伦斯·奥利弗奖年度新编剧目女演员奖。其它出演电影有1981年《烈火戰車》、1984年《泰山王子》、1985年《射擊俱樂部》等。

## 早年经历
彻丽尔·坎贝尔生于英国赫特福德郡聖奧爾本斯，父亲是一名航空公司飞机驾驶员。曾受教于聖奧爾本斯弗兰西斯·培根文法学校和倫敦音樂與戲劇藝術學院。亦曾于沃特福德皇宫剧院、伯明翰定目剧院和格拉斯哥市民剧院等处工作。

## 职业生涯
彻丽尔·坎贝尔因在1979年英国广播公司电视剧《青春誓言》中主演薇拉·布里坦一角而出名，并因此获传播记者协会奖和英國學術電視獎最佳女演员奖。此前一年，坎贝尔与鲍勃·霍斯金斯合演《天降财神》，凭艾琳·埃弗森一角首获英国电影学院奖提名。